# Terry Miller
Terry Miller (nascido em 7 de janeiro de 1956, em Columbus, Geórgia) é um ex-jogador de futebol americano que atuou como running back na National Football League (NFL).

## Carreira universitária
Miller jogou futebol universitário pelos Oklahoma State Cowboys, onde se destacou como running back. Ele foi nomeado All-American unânime em 1977 e recebeu o prêmio de Jogador Ofensivo do Ano da Big Eight Conference em 1976 e 1977. Em 1977, ele terminou em segundo lugar na votação do Heisman Trophy, atrás de Earl Campbell.
Miller também teve um impacto significativo no futebol universitário, acumulando mais de 4.000 jardas em sua carreira e estabelecendo vários recordes para os Cowboys. Sua habilidade de corrida e visão de jogo o tornaram um dos maiores jogadores da história da universidade. 

## Carreira profissional
Na NFL, Miller foi selecionado pelo Buffalo Bills como a 5ª escolha geral no Draft de 1978. Em sua temporada de estreia, ele correu para 1.060 jardas e se destacou como um dos principais jogadores da equipe. No entanto, a ascensão de outros jogadores, como o novato Joe Cribbs, e lesões limitaram seu tempo de jogo nas temporadas seguintes.
Miller também jogou pelo Seattle Seahawks em 1981, mas sua carreira na NFL foi curta, durando apenas quatro temporadas. 

## Conquistas
Terry Miller teve uma carreira notável tanto no futebol universitário quanto profissional. Aqui estão algumas de suas principais conquistas:

### Conquistas no Futebol Universitário
- All-American Unânime (1977) — Reconhecimento como um dos melhores jogadores do futebol universitário. [3]
- Jogador Ofensivo do Ano da Big Eight Conference (1976, 1977) — Melhor jogador ofensivo da conferência nas duas temporadas. [3]
- 2º lugar no Heisman Trophy (1977) — Finalista do prêmio de melhor jogador universitário do ano, ficando atrás de Earl Campbell. [3]

### Conquistas na NFL
- Seleção para o Pro Bowl — Representante do time de estrelas da NFL em sua temporada de destaque. [3]
- Recordes de Carreira — Durante sua curta carreira, Miller acumulou mais de 1.500 jardas corridas e 8 touchdowns. [3]

### Contribuições Pós-Carreira
- Indução ao College Football Hall of Fame (2022) — Em reconhecimento às suas contribuições ao futebol universitário, foi introduzido no Hall da Fama do Futebol Universitário. [4]

## Contribuições pós-carreira
Após se aposentar do futebol americano, Miller se dedicou a várias atividades comunitárias. Ele tem sido ativo em programas de voluntariado com a Fellowship of Christian Athletes e a Payne County Youth Services, impactando positivamente a vida de jovens. Ele também foi reconhecido por sua contribuição à comunidade em Stillwater, Oklahoma, onde reside atualmente. 
Em 2022, Miller foi induzido ao College Football Hall of Fame, em reconhecimento ao seu impacto no futebol universitário. 

## Legado
O legado de Terry Miller como um dos maiores jogadores da história do futebol universitário permanece forte, sendo lembrado tanto por suas conquistas no campo quanto por seu trabalho comunitário após a aposentadoria.